# Lex Valeria de Sulla dictatore
De Lex Valeria de Sulla dictatore was een wet van de interrex Lucius Valerius Flaccus uit 82 v.Chr., om Lucius Cornelius Sulla tot dictator voor zijn leven te benoemen.
Hierbij werden alle handelingen van Sulla als consul en proconsul, en wat hij in het Oosten had vastgesteld, goedgekeurd, alsook de proscriptiones, bonorum sectiones (verdelen van goederen (van vogelvrijverklaarden)), en agrorum assignationes (landverdeling). Sulla werd alle macht over leven en goed van zijn medeburgers verleend, en de macht om wetten te maken en het staatsbestuur te regelen, onder de titel dictator legibus scribundis et reipublicae constituendae (dictator voor het schrijven van wetten en het op orde brengen van de res publica (republiek)).

## Antieke bron
- Appianus, Bellum Civile I (= Historia Romana XIII) 98.

## Referentie
- art. Valeria (lex) de Sulla dictatore, in J.G. Schlimmer - Z.C. De Boer, Woordenboek der Grieksche en Romeinsche Oudheid, Haarlem, 19203, pp. 640-641.